# Kauliflori

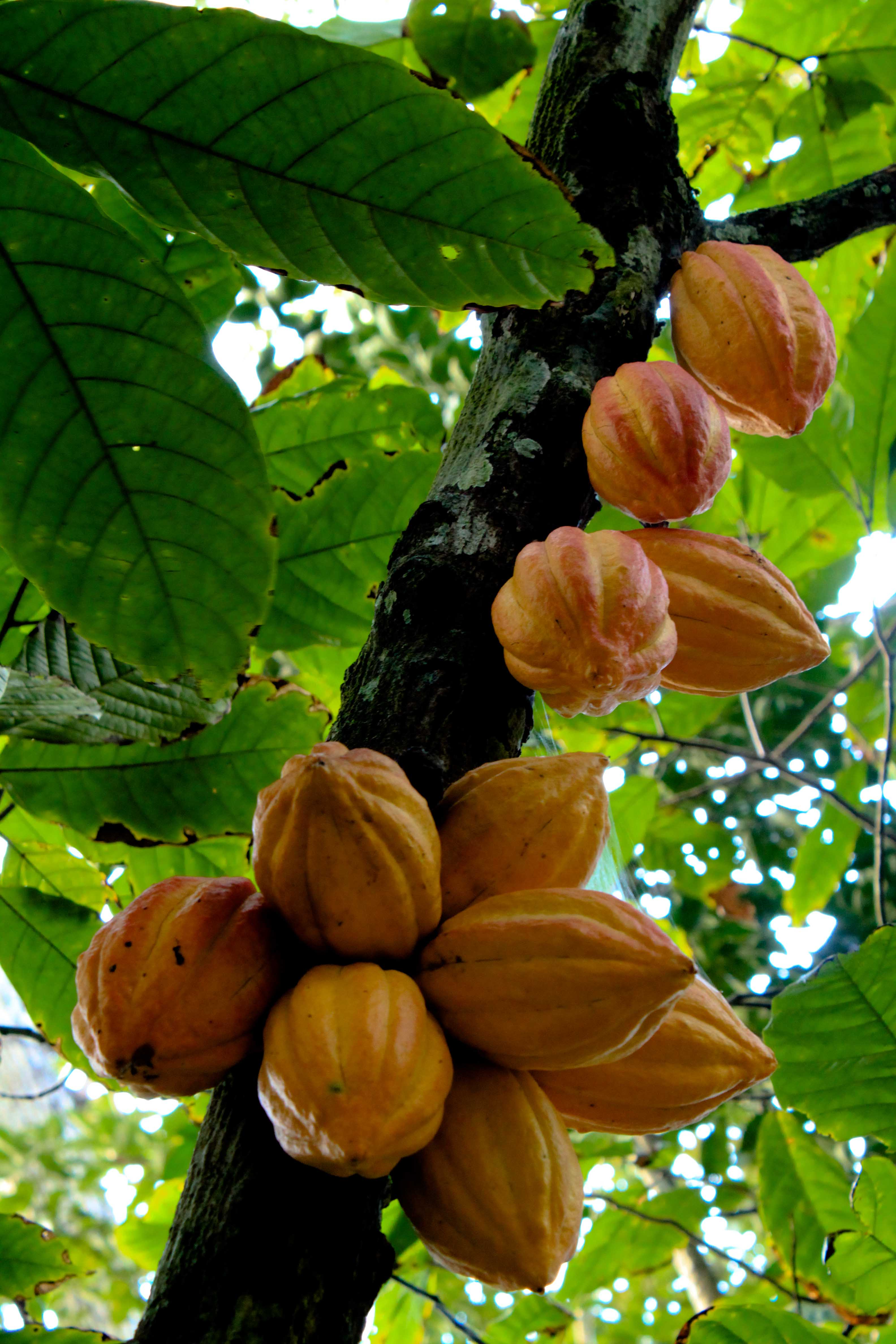
Frukter på stammen av ett kakaoträd.

Kauliflori (av latin caulis, 'stjälk', och flos, 'blomma') är en egenhet när blommor och frukter växer direkt på stammen och grövre grenar av ett träd. Flera tropiska träd blommar på detta sätt, bland andra brödfruktträd, fikon, kakao och kalebassträd.